# Pierre Friedlingstein
 (septembre 2024).
Pierre Friedlingstein est un professeur spécialiste du cycle du carbone, des cycles biogéochimiques et du changement climatique mondiaux.
Il est titulaire de la chaire de modélisation mathématique du système climatique à l'université d'Exeter et directeur de recherche au Laboratoire de météorologie dynamique (LMD).
Il reçoit la médaille Vladimir Ivanovitch Vernadsky de l'Union européenne des géosciences (GSU) en 2020 et le prix de recherche Alexander von Humbold en 2019. En 2022, il est élu membre de la Royal Society.